# تعزيز البشر
تعزيز البشر أو تحسين البشر هو التغيير الطبيعي أو الاصطناعي أو التقني لجسم الإنسان من أجل تعزيز قدراته البدنية أو العقلية.

## التقنيات

### التقنيات الحالية
هناك حالياً ثلاثة أشكال من تعزيز البشر: الإنجابية والجسدية والعقلية. تشمل التحسينات الإنجابية اختيار الجنين عن طريق الفحص الجيني قبل الزرع، ونقل السيتوبلازما، والأمشاج المولدة في المختبر. وتشمل التحسينات الجسدية الجراحة التجميلية وتقويم الأسنان، والأدوية المستحثّة (المنشطات والعقاقير المعززة للأداء)، والتحسينات الوظيفية (الجراحات الترقيعية وتركيب الأطراف الاصطناعية)، والطبية (عمليات الزرع مثل منظم ضربات القلب)، واستبدال الأعضاء (مثل العدسات الإلكترونية)، والتدريب على القوة (الأثقال مثل رفع الأثقال بالإضافة إلى المكملات الغذائية). ومن أمثلة التحسينات العقلية: المنشطات الذهنية والمنبهات العصبية والمكملات التي تحسن الوظائف العقلية. ويمكن استخدام الحواسيب والهواتف المحمولة والإنترنت أيضاً لتعزيز الكفاءة المعرفية (الإدراكية). تُقدّم الجهود الملحوظة في تحسين البشر من قبل أجهزة شبكات إنترنت الأشياء، بما في ذلك الأجهزة الإلكترونية القابلة للارتداء (مثل نظارات الواقع المعزز، والساعات الذكية، والمنسوجات الذكية)، والطائرات بدون طيار، وشبكات النانو داخل الجسم والمحمولة على الجسم.

### التقنيات الناشئة
هناك أشكال مختلفة وعديدة من تقنيات تعزيز الإنسان منها ما هو قيد التطوير ومنها ما يجري اختباره وتجربته حالياً. تشمل بعض هذه التقنيات الناشئة كلًا من الهندسة الوراثية البشرية (العلاج الجيني)، والتقنية العصبية (مثل الغرسات العصبية والواجهات الدماغية-الحاسوبية)، والبرمجيات الإلكترونية، واستراتيجيات لهندسة الشيخوخة الضئيلة، وطب النانو، والطباعة الحيوية ثلاثية الأبعاد.

### تقنيات تخمينية
هناك عدد قليل من تقنيات تعزيز الإنسان الافتراضية تحت التخمين، مثل: تحميل الدماغ، والإكسكورتيكس، والتغذية الاصطناعية الذاتية.
تحميل الدماغ هي عملية افتراضية «لنقل» و «تحميل» أو نسخ العقل الواعي من الدماغ إلى ركيزة غير بيولوجية من خلال المسح ورسم الخرائط لدماغ بيولوجي بالتفصيل ونسخ حالته إلى نظام الكمبيوتر أو جهاز آخر.
يُعرّف (الاكسكورتيكس) على أنه نظام نظري اصطناعي لمعالجة المعلومات الخارجية من شأنه أن يعزز العمليات الإدراكية البيولوجية عالية المستوى في الدماغ.
يمكن أن تكون التغذية الاصطناعية الداخلية مشابهة لمولد النظائر المشعة الذي يعيد تشكيل الجلوكوز (على غرار التمثيل الضوئي)، والأحماض الأمينية، والفيتامينات الناتجة عن منتجات التحلل، والتي تستفيد منها نظرياً لأسابيع بدون طعام إذا لزم الأمر.

## المنشطات الذهنية
هناك العديد من المواد التي يُزعم أنها تحمل وعدًا في زيادة الإدراك البشري بوسائل مختلفة.  تسمى هذه المواد بالمنشطات الذهنية، ويمكن أن تفيد الأفراد الذين يعانون من انخفاض إدراكي والعديد من الاضطرابات المختلفة، ولكنها قد تكون قادرة أيضًا على تحقيق نتائج على الأشخاص الأصحاء إدراكياً. بعض الأمثلة على ذلك تشمل: هوبيرزين أ، وفوسفاتيديل سيرين، وباكوبا منيرة، وغوتو كولا، وأسيتيل الكارنتين، واليوريدين أحادي الفوسفات، وإل ثيانين،  ورهوديولا روزيا، وبيكنوغينول (لحاء الصنوبر) التي هي عبارة عن جميع أشكال المكملات الغذائية. هناك أيضاً أدوية منشطة للذهن مثل دواء باراسيتام الشائع ونوبيبت (أومبيراسيتام) جنباً إلى جنب مع سيماكس لحماية الخلايا العصبية، بالإضافة إلى ان أستيل سيماكس. هناك أيضًا منشطات ذهنية متعلقة بالمواد التي تُصنع بشكل طبيعي ولكن يتم تعديلها في المختبر، أو نظائرها مثل فينبوسيتين وسولبوتيامين. بالإضافة إلى ذلك، يمكن استنشاق بعض المواد للحصول على فائدة منشط الذهن مثل زيت إكليل الجبل مما يدل على إمكانية مساعدة الذاكرة والتأثير على الحالة المزاجية.

## الأخلاقيات
يحيط الكثير من الجدال موضوع تعزيز البشر، والوسائل المستخدمة لتحقيق أهداف التعزيز.  يمكن للأجندة الأخلاقية لتعزيز البشر أن تعتمد على العديد من العوامل مثل الانتماء الديني، والعمر، والجنس، والعرق، وثقافة الأصل، والجنسية.
في بعض الأوساط، يكون تعبير «تعزيز البشر» مرادفًا تقريبًا للهندسة الوراثية البشرية، ولكن في أغلب الأحيان يشير إلى التطبيقات العامة للتقارب بين تكنولوجيا النانو والتكنولوجيا الحيوية وتكنولوجيا المعلومات والعلوم المعرفية لتحسين الأداء البشري. منذ التسعينيات، ارتفع عدد الأكاديميين (كَبعض الزملاء في معهد الأخلاقيات والتقنيات الناشئة) ليصبحوا مدافعين عن قضية تعزيز البشر، بينما أصبح أكاديميون آخرون (مثل أعضاء مجلس الرئيس بوش للأخلاقيات الحيوية) أصبحوا منتقدين صريحين. أصبح الدفاع عن قضية تعزيز البشر مرادفًا بشكل متزايد لـ «بعد الإنسانية»، وهي أيديولوجية وحركة مثيرة للجدل ظهرت لدعم الاعتراف وحماية حق الأفراد في الحفاظ على عقولهم وأجسادهم أو تعديلها؛ ولضمان حرية الاختيار والموافقة المستنيرة لاستخدام تقنيات تحسين الإنسان على أنفسهم وأطفالهم. يمكن رؤية فهمهم المشترك للعالم من منظور فيزيائي بدلاً من منظور بيولوجي. استنادًا إلى فكرة التفرد التقني، يندمج تعزيز البشر مع الابتكار التقني الذي سيؤدي إلى تقدم ما بعد البشرية.
يقول مستشار التسويق العصبي، زاك لينش، إن التقنيات العصبية سيكون لها تأثير مباشر على المجتمع أكثر من العلاج الجيني، وستواجه معارضة أقل كطريق لتعزيز البشر الفطري. كما يجادل بأنه يجب إضافة مفهوم «التمكين» إلى النقاش حول «العلاج» مقابل «التحسين». على الرغم من أن العديد من مقترحات تعزيز البشر تعتمد على العلوم الهامشية، إلا أن فكرة واحتمالات تعزيز الإنسان أثارت جدلاً عامًا. السؤال الرئيسي للجدل الأخلاقي حول تعزيز البشر يشمل بشكل أساسي ما إذا كان يجب ألا يكون هناك أي قيود، أو بعض القيود، أو الحظر الكامل للمفهوم بأكمله.
كتب دالي كاريكو أن «تعزيز البشر» هو مصطلح غني يحتوي على إيحاءات لتحسين النسل، لأنه قد يعني أيضاً تحسين الوراثة البشرية للوصول إلى قاعدة مقبولة عالمياً من اللياقة البيولوجية (للتنوع البيولوجي البشري والتنوع العصبي)، وبالتالي يمكن أن تثير ردود الفعل السلبية بحيث تتجاوز المعنى المحدد للمصطلح. يصف مايكل سليغليد هذا بأنه مرحلة من «علم النسل» حيث يشير إلى أن التحسينات الجينية التي تحدث الآن قد أحيت بالفعل فكرة تحسين النسل في مجتمعنا. تهدف ممارسات التشخيص قبل الولادة والإجهاض الاختياري والإخصاب في المختبر إلى تحسين حياة الإنسان، مما يسمح للآباء باتخاذ قرار بشأن المعلومات الوراثية إذا كانوا يرغبون في مواصلة الحمل أو إنهائه. على الرغم من أن هذه الممارسات تحمل دلالات تحسين النسل، إلا أن معظمها يعتبر بالفعل مقبولًا من الناحية الأخلاقية في مجتمع اليوم. يشير مصطلح «علم النسل» على أنه يغير من تركيز ما كان يطلق عليه علم تحسين النسل في المجتمع بسبب الأحداث التاريخية المخربة من أجل فهم أن التطورات الحالية في التعزيز هي أكثر فائدة وليست شكلاً من أشكال الخراب من منظور أخلاقي.
ومع ذلك، فإن أكثر الانتقادات شيوعًا لتعزيز البشر هو أنه يتم أو سيتم ممارسته غالبًا بمنظور قصير الأمد بشكل مجازف وأناني، يجهل العواقب طويلة الأمد على الأفراد وبقية المجتمع، مثل الخوف من أن البعض ستخلق لهم التحسينات مزايا جسدية أو عقلية غير عادلة لأولئك الذين يستطيعون استخدامها وسيستفيدون منها، أو يمكن أن يؤدي الوصول غير المتكافئ إلى هذه التحسينات إلى تعزيز الفجوة بين الذين «يملكون» والذين «لا يملكون». أظهر المستشرف راي كورزويل بعض المخاوف من أنه، خلال هذا القرن، قد يُطلب من البشر الاندماج مع هذه التكنولوجيا من أجل التنافس في السوق. يتمتع الأشخاص المُحسنون بفرصة أفضل لاختيارهم للحصول على فرص أفضل في المهن والترفيه والموارد. على سبيل المثال، يمكن لتقنيات إطالة العمر أن تزيد من متوسط عمر الإنسان الذي يؤثر على توزيع الراتب التقاعدي عبر المجتمع. ستؤثر زيادة عمر البشر على زيادة تقسيم الموارد المحدودة مثل الغذاء والطاقة والموارد المالية والسكن.